# 繆祐孫

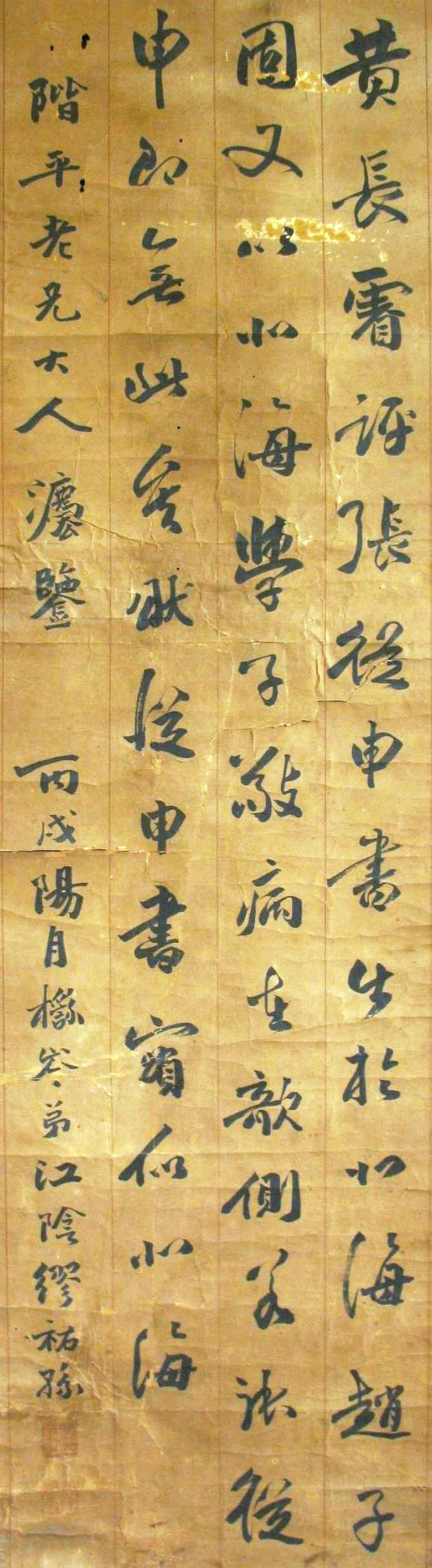
繆祐孫書法

繆祐孫（1851年—1894年），字右岑。江蘇省常州府江陰縣（今無錫市江陰市）人，出生於四川省成都府，清朝政治人物、詩人、歷史地理學家、書畫家。

## 經歷
二十歲時游學於江寧府，以書院課文受李聯琇、薛時雨賞識，名聲迅速崛起；又與同學馮煦、顧雲、劉壽曾、劉貴曾互相切磋砥礪，學問更加進步。
光緒八年（1882年）壬午順天舉人。
光緒十二年（1886年）丙戌科第二甲第二十九名進士出身。授戶部學習主事。繆祐孫對此職位不滿意，隨即考取總理衙門外國游歷員，派往俄國。
十三年（1887年）九月十三日，自海路經香港、新加坡至義大利熱那亞，轉乘火車經德國柏林前往聖彼得堡，十月二十三日到達。周遊俄羅斯境內二年。
十五年（1889年）從陸路經恰克圖歸國。往返十萬餘里，途經水陸、歷時冬夏，翻越險阻、克服酷暑與嚴寒，「親履觀覽山川險要、政治得失、帑藏盈絀、兵力厚薄、物產饒歉、戶口眾寡、俗習美疵」，詳細紀錄俄國海軍、陸軍、兵制、砲台、鐵路、隘道、領土擴張，以日間遊覽探索、夜間考證與翻譯俄國著作，作成《俄游彙編》，並因此得到腿疾。回國後仍回戶部任職。
十七年（1891年）受總理衙門褒獎「採訪精詳，有裨時務」，六月改候補員外郎「遇缺即補」並賞加四品銜。隨後受醇親王載灃賞識，調任總理各國事務衙門章京，任司務廳收掌，改管理俄國股事務章京，兼管法國股事務。
十九年（1893年）中風。
二十年（1894年）卒，年四十四歲。時人多感到惋惜。

## 著作
- 《稽弦詩存》[3]
- 《漢書引經異文錄證》六卷
- 《俄游彙編》十二卷：
  - 〈俄羅斯源流考〉、〈取悉畢爾始末記〉、〈取中亞細亞始末記〉一卷
  - 〈俄羅斯疆域編〉三卷
  - 〈俄羅斯鐵路表及路線圖〉一卷
  - 〈通俄道里表〉一卷
  - 〈俄羅斯山形志〉、〈俄羅斯水道記〉一卷
  - 〈俄羅斯舟師制〉、〈俄羅斯陸軍制〉、〈俄羅斯戶口略〉一卷
  - 〈俄游日記〉四卷

## 家庭及關聯
- 父：繆煥章，道光十七年舉人，候補道員。
- 兄繆荃孫，光緒二年進士。
- 兄缪泽源（约1834—1895年），字石涛，号清泉、清代诗画家。